# Punto remoto
En óptica, optometría y oftalmología, se llama punto remoto al lugar más lejano donde puede estar un objeto para distinguirlo con nitidez. En un ojo humano normal este punto se considera que es alrededor de 5 a 6 metros.
Por el contrario, el punto próximo es el lugar más cercano en el que puede estar un objeto para distinguirlo con nitidez. En un ojo humano normal, este punto se encuentra entre 15 y 20 cm por delante del ojo. Los objetos más cercanos se ven borrosos, pues las pequeñas distancias superan la capacidad de acomodación ocular.